# Niebiański cent
Niebiański cent (tyt. oryg. Heaven Cent) – jedenasty tom cyklu Xanth amerykańskiego pisarza Piersa Anthony’ego. Po raz pierwszy ukazał się w 1988 roku, w Polsce przetłumaczony przez Annę Dobrowolską oraz Zdobysława E. Parczyńskiego i wydany przez Dom Wydawniczy „Rebis” w 1994 roku.